# Cynara cardunculus

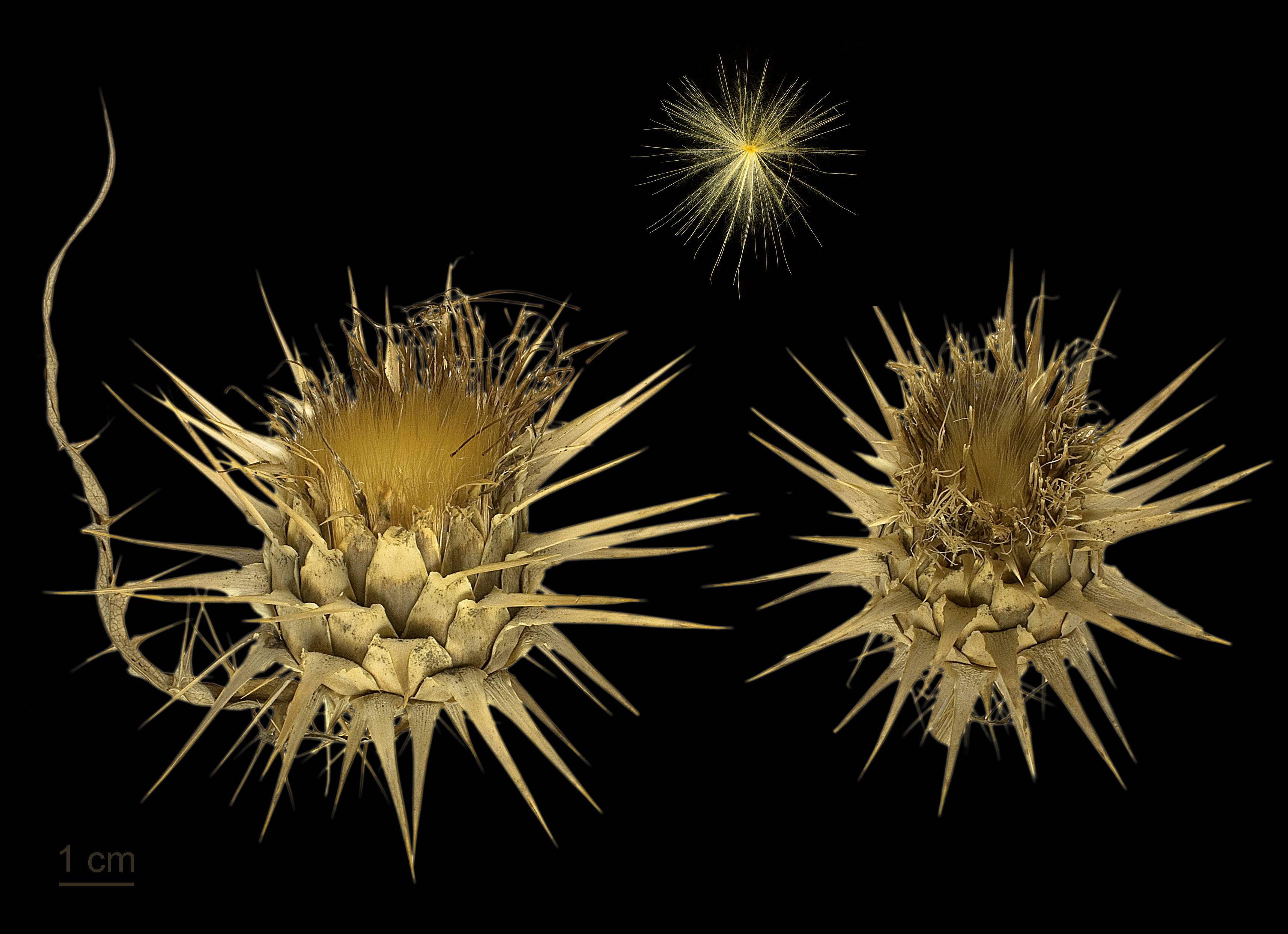
Früchte und Samen von Cardy (Cynara cardunculus)

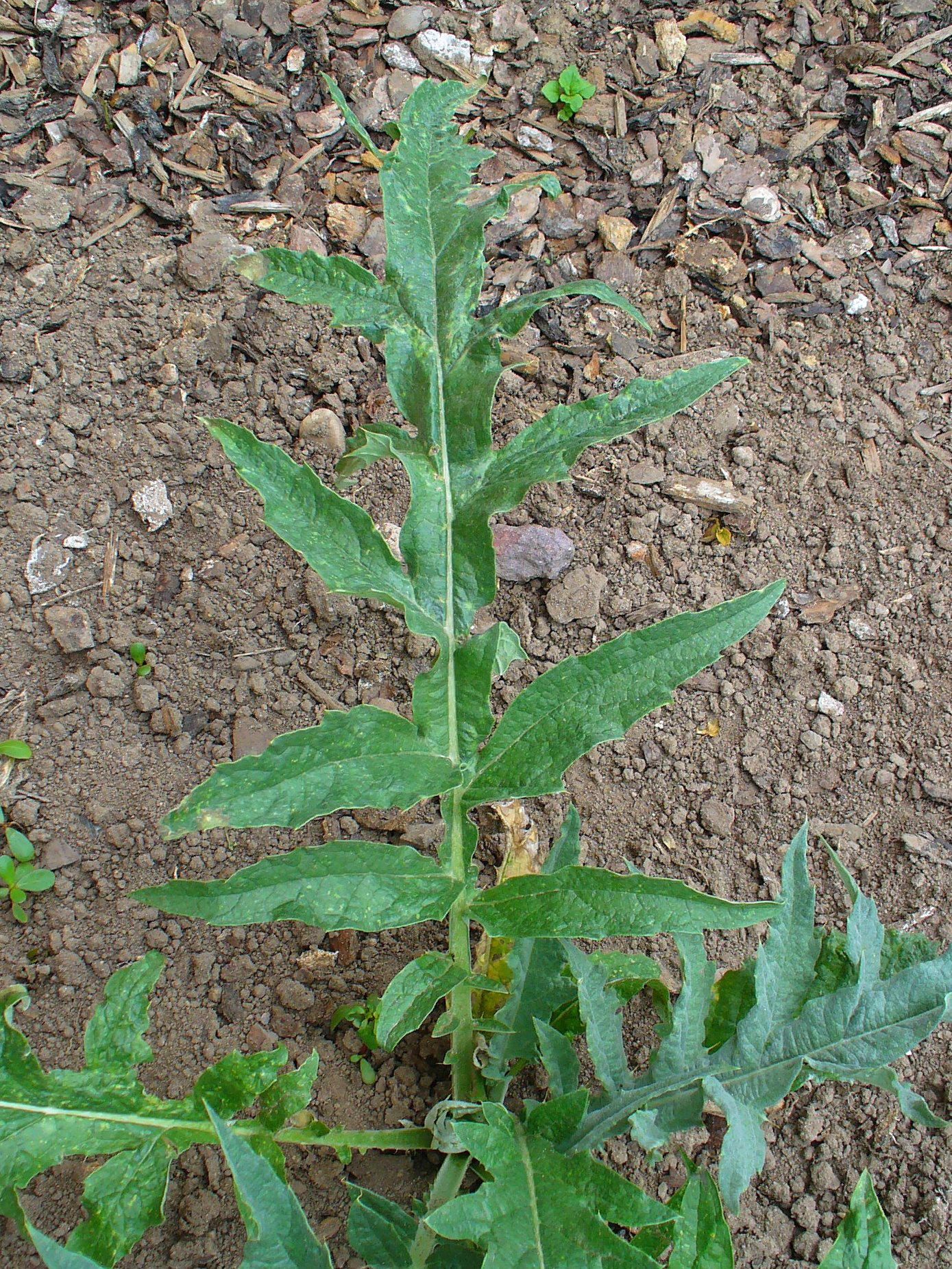
Blatt von Cynara cardunculus

Cynara cardunculus (deutsch Kardunkelartischocke oder Kardone) ist eine Pflanzenart aus der Familie der Korbblütler (Asteraceae). Bekannt ist sie durch zwei Kulturformen, die Artischocke und Cardy.

## Beschreibung
Die einjährigen Pflanzen keimen im Spätsommer und bilden über Winter eine kräftige Blattrosette und eine fleischige Pfahlwurzel. Im Frühjahr und Sommer des darauf folgenden Jahres streckt sich die Sprossachse und trägt die Blütenstände.
Die Blätter erreichen eine Länge von 30 bis 200 Zentimeter. Sie sind tief einfach oder doppelt fiederschnittig, der Blattrand kann glatt oder gesägt sein. Die Blätter sind mit ein bis 30 Millimeter langen Stacheln besetzt, besonders entlang der Mittelrippe. Unterseits sind die Blätter dicht grau oder weiß behaart, oberseits nur leicht behaart.
Die körbchenförmigen Blütenstände erscheinen auf einem 50 bis 200 Zentimeter hohen Stängel. Sie messen drei bis 15 Zentimeter Länge und vier bis 15 Zentimeter Breite. Die unten fleischigen Hüllblätter sind mit ihrem unteren Teil fest übereinander liegend, der obere Teil ist abstehend und endet in einer scharfen Spitze. Die violetten Röhrenblüten sind drei bis fünf Zentimeter lang. Es werden 2 bis 8 Millimeter lange Achänen mit einem Pappus aus 2 bis 4 Zentimeter langen, federigen Borsten gebildet.
Die Chromosomenzahl beträgt 2n = 34.

## Vorkommen
Die frostempfindliche Artischocke stammt ursprünglich aus dem Mittelmeerraum; vom östlichen Mittelmeer (Türkei und Iran) bis nach Nordafrika, westlich bis Spanien und ebenso auf den Kanarischen Inseln. Sie ist in weiteren Gebieten mit mediterranem Klima eingebürgert, so in Kalifornien, Südamerika, Südafrika und Australien.

## Verwendung
Cynara cardunculus wird in zwei verschiedenen Formen als Gemüse verwendet. Bei der Sortengruppe der Artischocken werden die noch ungeöffneten Blütenstände geerntet, bei der Cardy die gebleichten Blattrippen. Außerdem werden die Blätter aufgrund ihres Gehalts an phenolischen
Verbindungen wie Caffeoylchinasäuren und Flavonoiden sowie terpenoiden Komponenten wie Sesquiterpenlactone als Arznei verwendet.
In einer Untersuchung über Mittelmeerdiäten wurde festgestellt, dass Cynara cardunculus eine stimmungsaufhellende Wirkung besitzt (Serotonin-Wiederaufnahmehemmer).
Verschiedene Käsesorten wie die portugiesischen Schafskäse Queijo de Azeitão und Queijo Serra da Estrela oder der spanische Queso de La Serena werden mit einem Aufguss aus den Staubblättern von Cynara cardunculus dickgelegt.

## Unterarten
Wiklund unterschied 1992 zwei Unterarten von Cynara cardunculus:
- Cynara cardunculus L. subsp. cardunculus - Hüllblätter stumpf bis zugespitzt, selten mit gelbem Rand, ohne oder mit dünnen Stacheln besetzt. Verbreitet im östlichen Mittelmeergebiet.
- Cynara cardunculus subsp. flavescens Wiklund - Hüllblätter spitz, mit gelbem Rand und kräftigen Stacheln. Verbreitet im westlichen Mittelmeergebiet.

Das Verbreitungsgebiet der beiden Unterarten überlappt sich auf Sizilien.
Greuter in Euro+Med nennt eine weitere Unterart:
- Cynara cardunculus subsp. zingaroensis (Raimondo & Domina) Raimondo & Domina: Sie kommt nur auf Sizilien vor.